# لي يو (كاتب)
لي يو (و. 1610 – 1680 م) هو كاتب، وكاتب مسرحي، وناشر (حرفة)، وممثل، وشاعر من سلالة مينغ الحاكمة، وسلالة تشينغ الحاكمة، ولد في جيانغسو، توفي في تشيجيانغ، عن عمر يناهز 70 عاماً.